# روبرت جون ماكورميك
روبرت جون ماكورميك هو سياسي كندي، ولد في 10 أغسطس 1848 في مقاطعة أرما في المملكة المتحدة، وتوفي في 13 أكتوبر 1919 في كندا. حزبياً، نشط في الحزب الليبرالي في أونتاريو ‏. وقد انتخب عضو برلمان مقاطعة أونتاريو.